# 蓝仁侠
蓝仁侠（？—2018年10月31日），男，哈尔滨工业大学外国语学院教授。

## 生平
1950年进入哈尔滨市外国语专科学校学习。1953年至1957年在北京俄语学院留苏预备部任助教。1957年7月开始在哈尔滨工业大学外国语学院任教。1982年任副教授，1989年升任教授。1995年退休。
蓝仁侠主持编写了《新俄汉综合科技词汇》工具书，由科学出版社1986年出版。
2018年10月31日凌晨1时42分逝世，享年87岁。